# 1869
Cette page concerne l'année 1869 (MDCCCLXIX en chiffres romains) du calendrier grégorien.
L'année 1869 est une année commune qui commence un vendredi.

## Événements

### Afrique
- 5 janvier : départ de Khartoum de l'explorateur allemand Georg August Schweinfurth. Il est de retour le 27 juillet 1871[1]. Il est le premier européen à rencontrer des Pygmées.
- 28 janvier : départ de Tripoli de l’expédition d’Alexine Tinne en Libye[2]. Elle est assassinée en cours de route le 1er août[3].

- 1er février : en Algérie, une rébellion de 4 000 hommes est battue par le colonel de Sonis à Aïn Madhi[4].
- 21 février : la reine de Madagascar Ranavalona II et son époux Rainilaiarivony sont baptisés par deux pasteurs malgaches. La reine ordonne aussitôt la destruction par le feu des sampy et des « idoles », et expédie des missionnaires à travers les campagnes[5].
- 25 février : abolition de l’esclavage dans tout l’empire colonial portugais[6].
- 5 juillet : le bey de Tunis remet la gestion de ses finances à une commission internationale[7]. Mustapha Khaznadar, le Premier ministre, cherche en vain à emprunter de nouveau et doit accepter une commission financière internationale chargée de gérer la dette. Cette commission est composée de deux Français, deux Britanniques et deux Italiens, ainsi que d’un comité exécutif où siègent deux Tunisiens et un Français. Il apparaît rapidement que l’élimination de Khaznadar est le préalable à tout redressement financier.

- Octobre : l’Asante avance vers la région côtière, jusqu’à Axim[8]. Plusieurs Européens sont capturés par les Ashantis et emmenés à Kumasi. Ils ne seront délivrés que cinq ans plus tard par l’expédition organisée par sir Garnet Wolseley qui brûlera la capitale ashanti en février 1874[9].
- 27 octobre : le patron de presse américain James Gordon Bennett junior ordonne la mission du journaliste et explorateur britannique Henry Morton Stanley pour rechercher David Livingstone en Afrique[10].

- 15 novembre : les Italiens de la Compagnie Rubattino s’installent à Assab, en Érythrée[11].

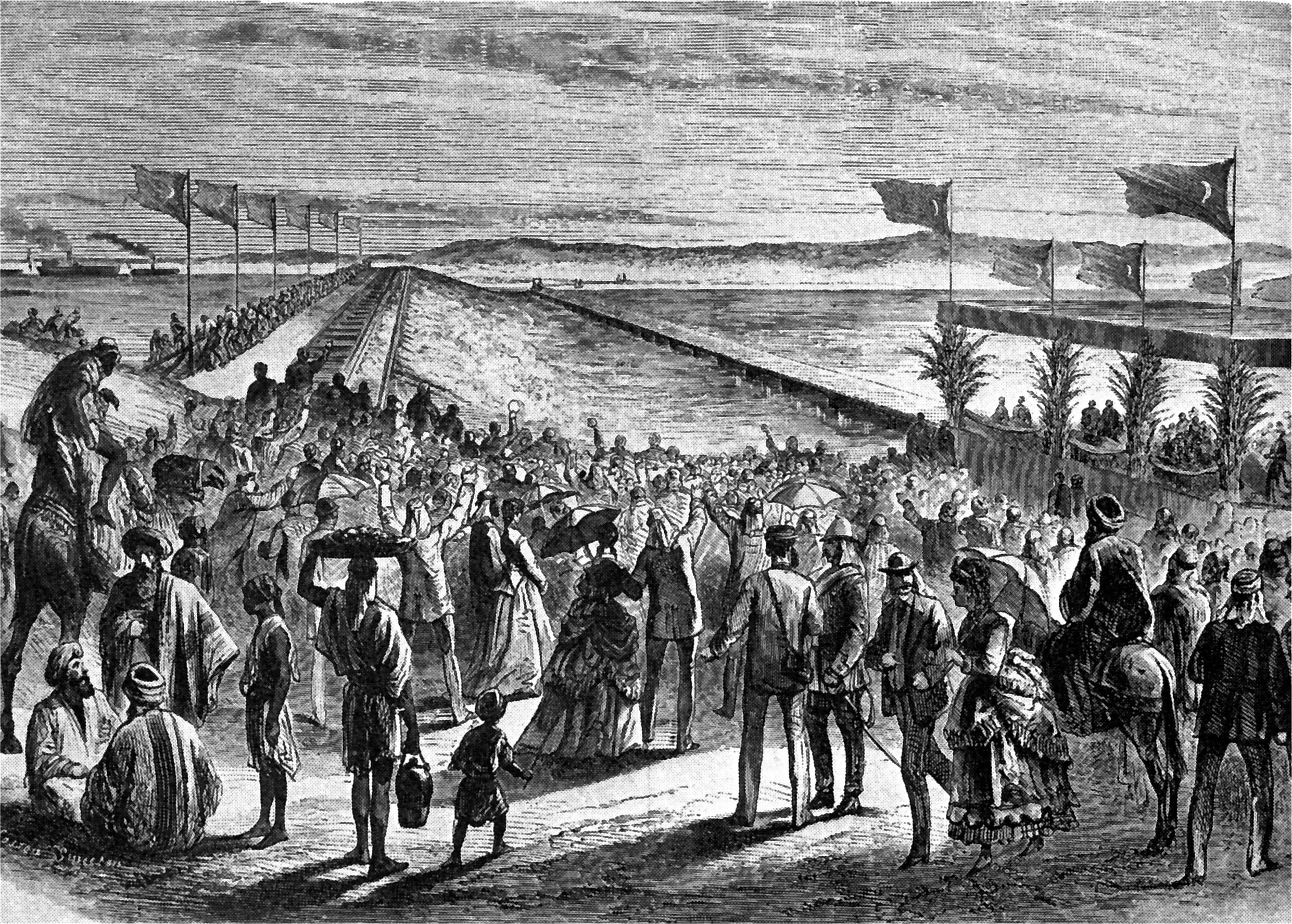
17 novembre : ouverture du canal de Suez.

- 17 novembre : ouverture du canal de Suez[12]. L’impératrice Eugénie, depuis son yacht L'Aigle, prend la tête du premier cortège de navires qui franchissent le canal construit par Ferdinand de Lesseps en Égypte. Avec l'ouverture du canal de Suez, les côtes de la mer rouge et ses débouchés acquièrent une importance considérable, et sont livrées à la convoitise des nations européennes dont l'Italie, le Royaume-Uni et la France.
- Royaumes interlacustres : mort du omakuma Kamurasi, souverain du Bounyoro[13]. Au milieu du siècle, il a lutté contre la prédominance du Bouganda en intensifiant les relations commerciales avec Zanzibar et Khartoum. Son successeur Chwa II Kabarega doit s’imposer face à des prétendants rivaux pendant plus d’un an. Il institutionnalise le déplacement de sa cour à travers les provinces pour mieux les contrôler et nomme à leur tête des chefs qui ne sont pas ses parents directs. Il crée une armée permanente et nationale composée de professionnels (abarusura) et attaque ses voisins. Il resserre les liens avec Khartoum, mais les ambitions du khédive Ismaïl et de la Grande-Bretagne accélèrent la décadence de son royaume (fin de règne en 1899)[14].

- Soudan : Muhammad al-Bulalawi est chargé par le khédive d’Égypte de soumettre les princes marchands du haut Nil et de leur faire reconnaître la souveraineté égyptienne. Il s’oppose notamment à Al-Zubayr Rahma Mansur, qui le défait et le tue en 1872[15].

### Amérique
- 5 janvier, guerre de la Triple Alliance : prise d’Asuncion au Paraguay par le Brésil[16].

- 10 avril, guerre des Dix Ans : proclamation de la République cubaine par l’assemblée de Guáimaro dans la province d’Oriente. Le 12 avril, Carlos Manuel de Céspedes est élu président de la République[17].

- 10 mai : achèvement du premier chemin de fer transcontinental aux États-Unis[18].

- 31 mai : le Parlement du Canada approuve l’achat de la Terre de Rupert et des territoires du Nord-Ouest à la Compagnie de la Baie d’Hudson[19].

- 29 juillet, Équateur : Gabriel García Moreno, élu président constitutionnel par le Congrès, reprend le pouvoir[20]. En réalité, il est resté l’homme fort du pays en faisant nommer à la tête de l’État, au cours des années précédentes, Jerónimo Carrión y Palacio et Juan Javier Espinosa. Moreno fait voter une nouvelle Constitution qui fait de la religion catholique la religion d’État. Seuls les catholiques pratiquants peuvent devenir électeurs et occuper des fonctions publiques.

- 24 septembre : vendredi noir à Wall Street[21].

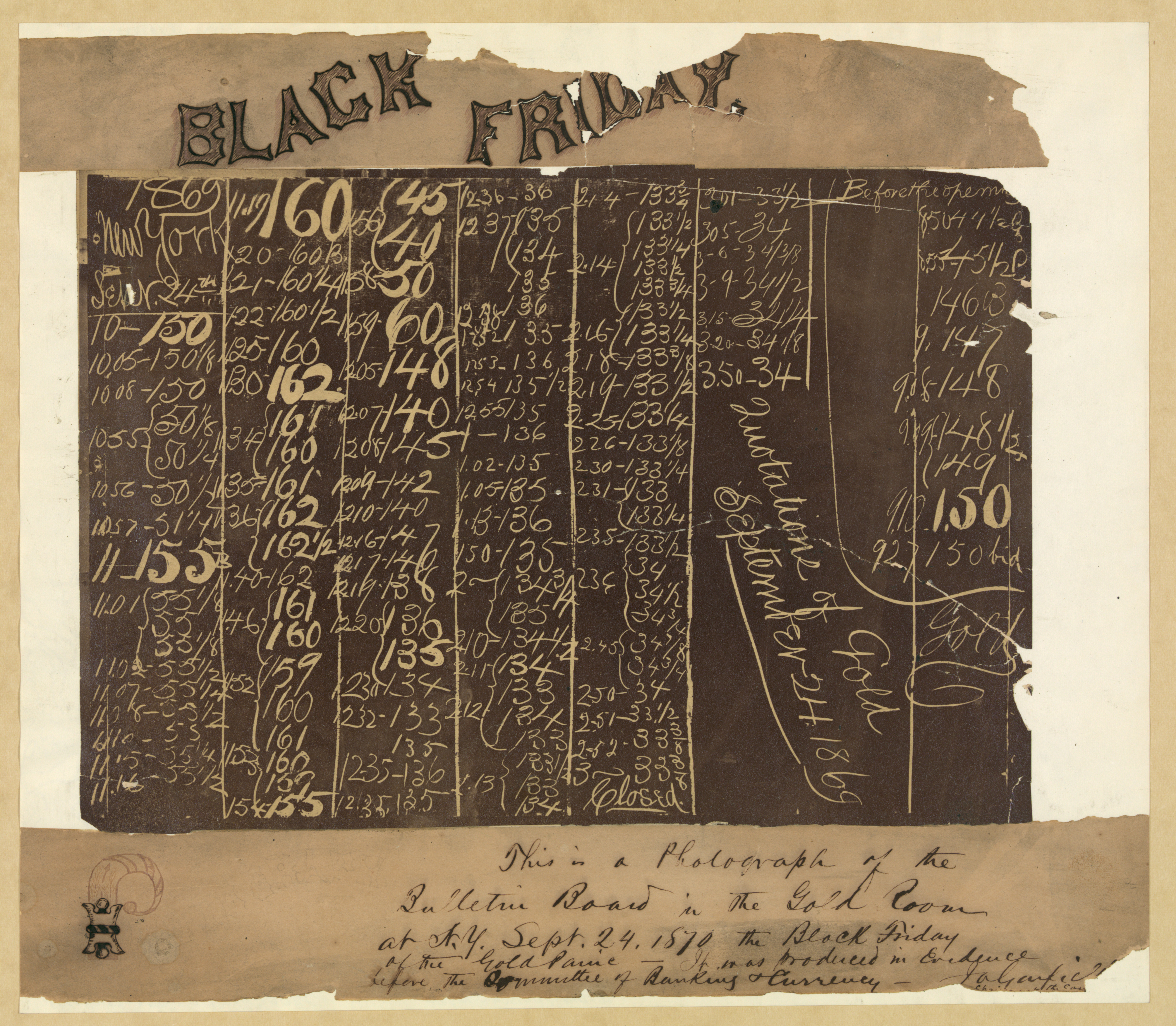
24 septembre : Black Friday

- 11 octobre : début de la rébellion de la rivière Rouge au Canada[22].

- 13 novembre : Terre-Neuve vote contre la Confédération canadienne[23].

- 6 décembre : proclamation royale du 6 décembre 1869, en réaction à la rébellion de la rivière Rouge, promettant aux habitants de la Terre de Rupert que leurs droits et privilèges civils et religieux seront respectés après l’accession de ce territoire au Canada

### Asie et Pacifique
- 5 février, Australie : découverte de Welcome Stranger à Victoria, la plus grosse pépite d'or jamais trouvée (72,8 kg, dont 64,6 kg d’or pur)[24].

- 27 mars et 6 avril : les Britanniques prennent possession des îles Nicobar achetées au Danemark en 1868[25].

- 21 avril : la flotte impériale japonaise quitte Tokyo pour réduire la république d’Ezo ; elle arrive le 29 avril dans la baie de Miyako, dans le nord de Honshu, où un premier engagement reste indécis[26].

- 30 avril, Irak : Midhat Pacha prend ses fonctions de gouverneur de Bagdad[27]. La nomination de ce grand administrateur et réformateur ottoman annonce le retour au centralisme dans une province qui connaît une résurgence de la corruption et du tribalisme. Il travaille à réorganiser l’administration, à instaurer un enseignement laïque et à sédentariser les tribus nomades en leur reconnaissant l’usufruit de la terre (1869-1872)[28].

- 4 - 10 mai : victoire navale des forces impériales japonaises à la bataille de la baie de Hakodate[29].

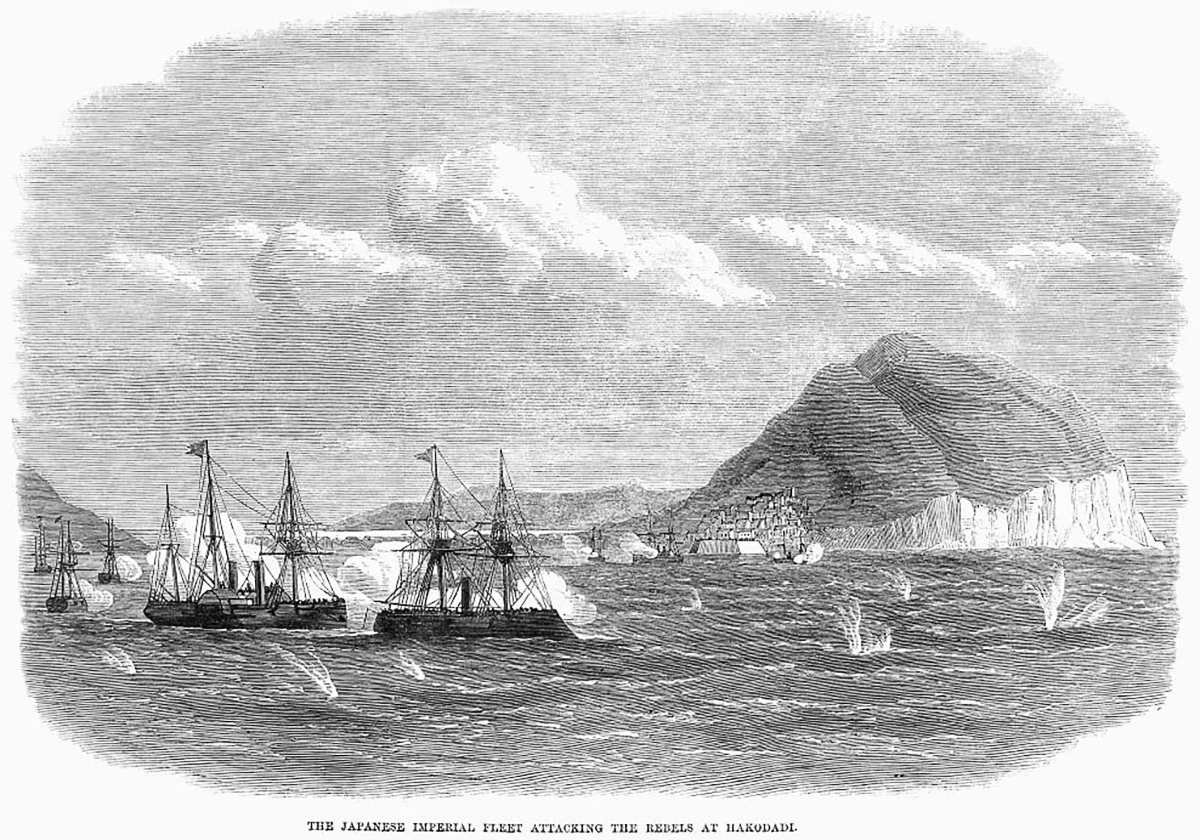
10 mai : bataille navale de Hakodate.

- 9 mai : le gouvernement impérial du Japon s’installe à Tokyo[30].

- 27 juin : Enomoto Takeaki et les derniers partisans du shogun, retranchés à Hakodate et soutenus par la France, capitulent[31]. Fin de la guerre de Boshin au Japon.

- 8 juillet : création du bureau de colonisation de Hokkaidō (Kaitakushi). Le 15 août, Ezo est rebaptisé Hokkaidō et divisé en onze districts[32]. En août 1871, le gouvernement met en place un plan décennal pour favoriser la colonisation[33] par crainte de l’avance russe en Extrême-Orient.

- 25 juillet, Japon : les 272 seigneurs (daimyō) restituent leurs fiefs à l’État (han) qui crée des préfectures (1871)[34].

- 2 octobre : Naissance de Gandhi, combattant pour les droits des Sud-Africains puis des Indiens.

- 4 octobre, Nouvelle-Zélande : les troupes du gouverneur George Grey infligent une défaite majeure aux rebelles māori de l’île du Sud menés par Te Kooti au siège de Te Porere[35].

- 28 octobre : création à Sumatra de la Deli Maatschappij (nl), société spécialisée dans les plantations de tabac[36].

- 10 novembre : les Russes débarquent sur la côte orientale de la mer Caspienne et créent le port de Krasnovodsk (aujourd’hui Saparmourat-Turkmenbachi) au Turkménistan[37]. Les troupes du tsar ont l’intention de traverser le désert de Khiva. Malgré l’accord de 1866, la pression russe en Asie centrale est ressentie par le chah comme une menace pour l’indépendance de la Perse.

### Europe
- 24 avril : en Norvège, un amendement à la Constitution prévoit pour le Storting (Parlement) au moins une session annuelle[38].
- 29 avril : création au Royaume-Uni de la Société pour l’organisation de la charité (Charity Organization Society) pour coordonner l’action des nombreuses associations caritatives à l’échelle nationale[39].
- 14 mai : loi scolaire en Autriche. L’école devient obligatoire, gratuite et interconfessionnelle mais conserve un enseignement religieux[40].

- 1er juin, Espagne : les Cortes adoptent une Constitution monarchiste. Depuis les élections de janvier, les démocrates monarchistes sont majoritaires aux Cortes face aux républicains et aux tenants de l’absolutisme. Cependant, cette Constitution suscite immédiatement l’opposition fédéraliste, que renforce la nomination de Francisco Serrano comme régent et de Prim y Prats comme chef de gouvernement le 18 juin[41].

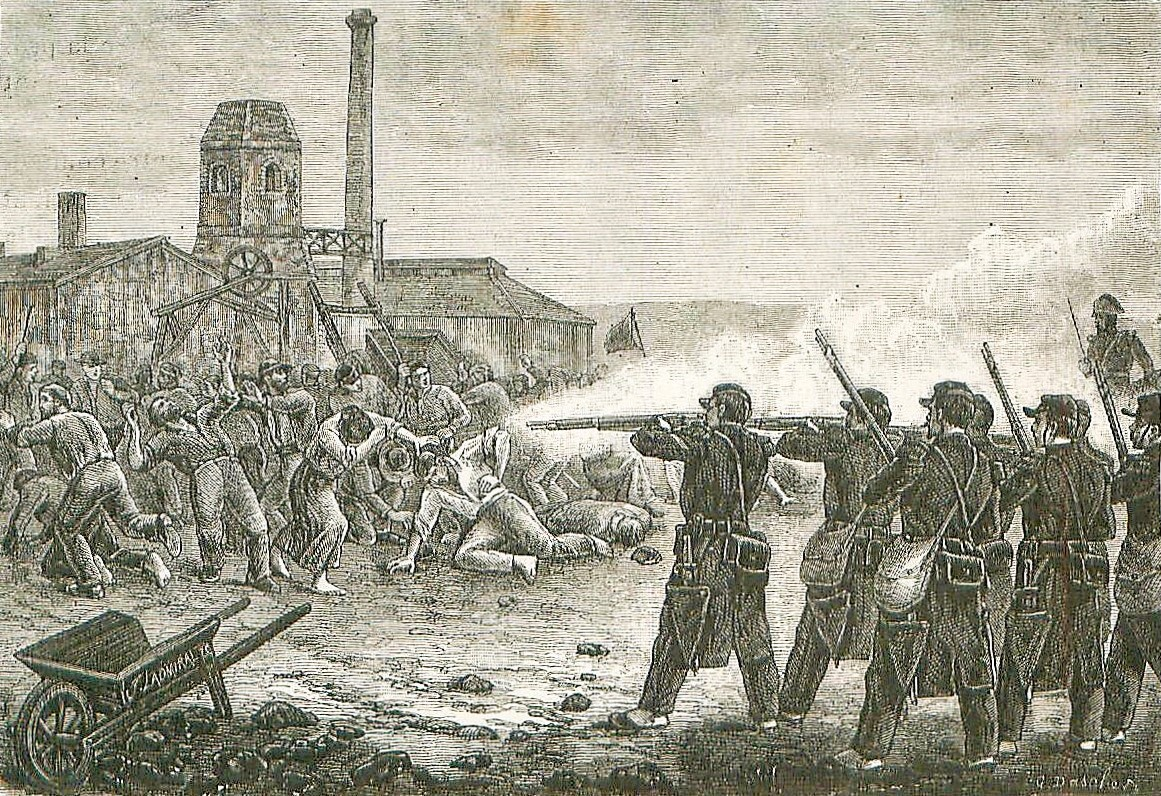
Civils et mineurs de fond tués par l'infanterie lors de la fusillade du Brûlé à La Ricamarie, le 16 juin 1869.

- 16 juin : fusillade du Brûlé à la Ricamarie, en France. Lors d'une manifestation contre l'arrestation de mineurs de fond grévistes, la troupe tire sur la foule, faisant 14 morts dont un enfant de trois ans.
- 20 juin (8 juin du calendrier julien) : l’École centrale de Varsovie est remplacée par une université russe[42].

- 26 juillet : Irish Church Act. En Irlande, séparation de l’État et de l’Église anglicane. La loi octroie à l’État les possessions de l’Église anglicane, principal propriétaire foncier de l’île[43].

- 2 août : le Municipal Franchise Act reçoit la sanction royale[44]. Les femmes imposables obtiennent le droit de vote au niveau local au Royaume-Uni.
- 7-9 août : congrès d’Eisenach. Fondation du parti ouvrier social-démocrate par August Bebel et Wilhelm Liebknecht, champions de l’internationalisme prolétarien[45].
- 9 août : Telegraph Act au Royaume-Uni[46].

- 16 octobre : avec l’ouverture de Girton College, les femmes sont admises à suivre les cours de l’Université de Cambridge[47].

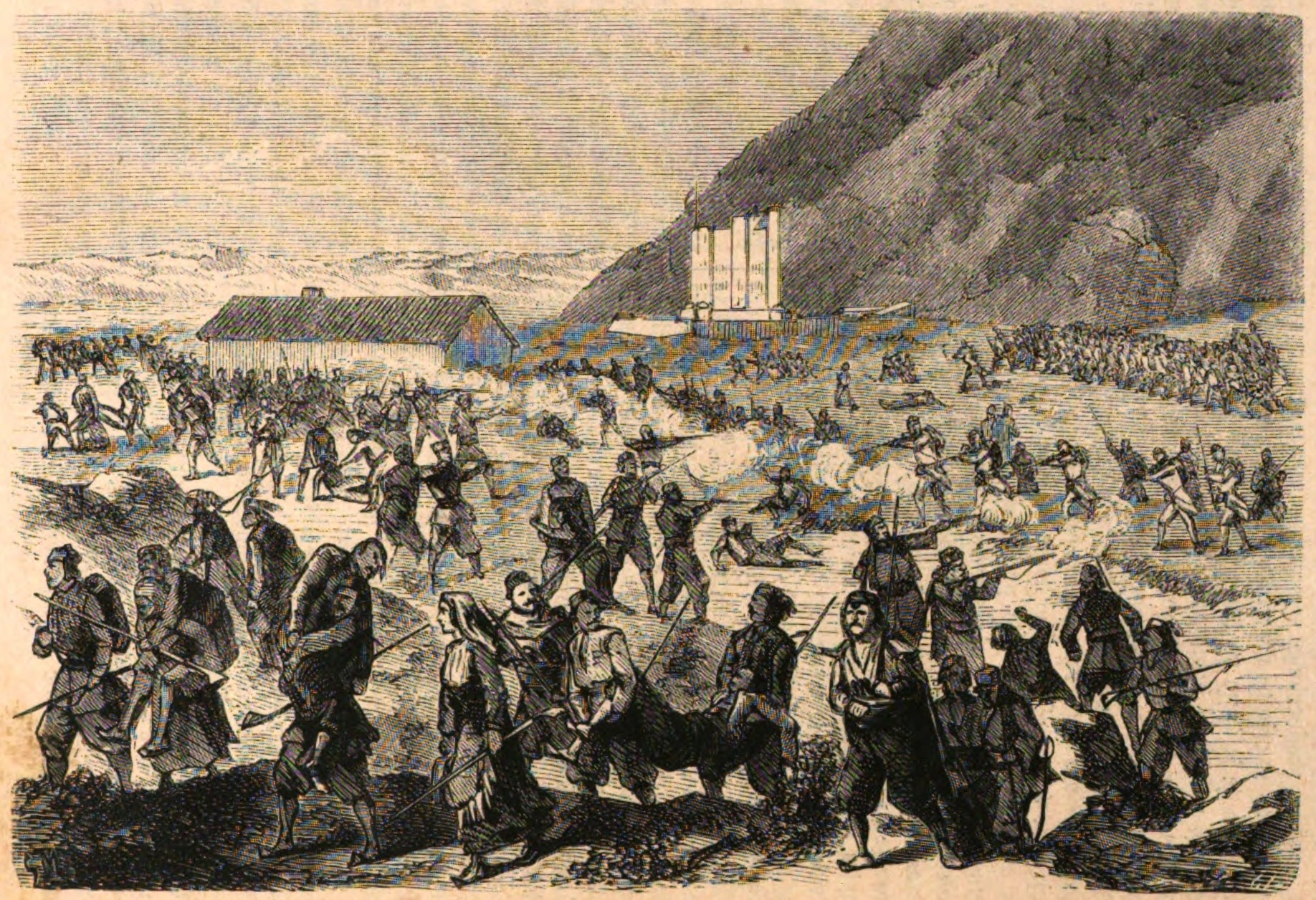
Octobre : insurrection en Dalmatie.

- Octobre : insurrection contre la conscription imposée par le gouvernement autrichien dans les bouches du Cattaro (Kotor)[48].

- 21 novembre : assassinat à Moscou de l’étudiant Ivanov. Après sa rencontre en mars à Genève avec Bakounine, Serge Netchaïev (rédacteur du Catéchisme du révolutionnaire) rentre clandestinement à Moscou le 3 septembre où il fonde une société secrète « la Vindicte du peuple », qui exécute pour trahison l’un de ses membres, l’étudiant Ivanov (cf. Dostoïevski, Les Démons)[49].

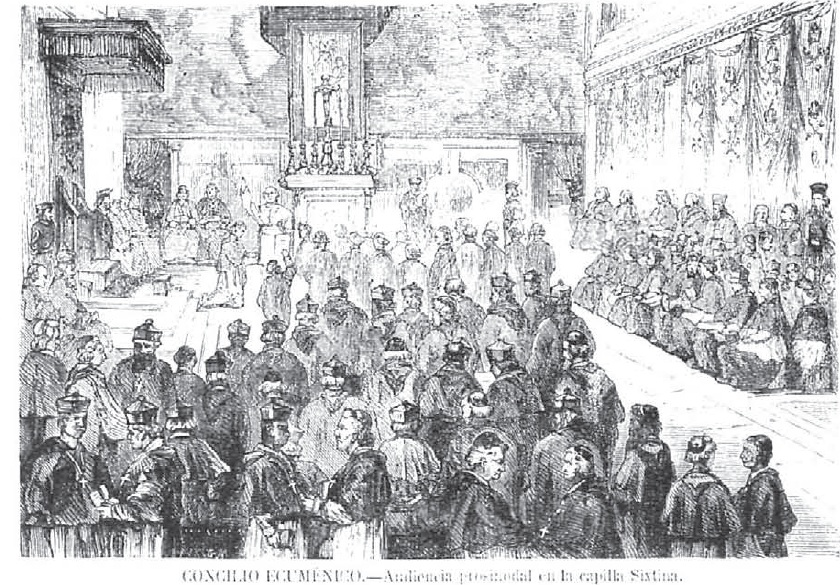
8 décembre : Ier concile du Vatican

- 8 décembre : ouverture du Ier concile du Vatican, convoqué par le pape Pie IX pour discuter du dogme de l'infaillibilité pontificale (1869-1870), mais prématurément interrompu par la guerre franco-allemande[50].
- 13 décembre : 25 000 travailleurs se rassemblent devant le Conseil d’Empire en Autriche et réclament l’autorisation de former des syndicats ; l’interdiction de coalition est levée le 7 avril 1870[51].

## Naissances en 1869
- 1er janvier : Ernest Amas, peintre français († 11 août 1959).
- 2 janvier : Maurice-Théodore Mitrecey, peintre français († 20 janvier 1894).
- 3 janvier : Charles-Gaston Levadé, compositeur français († 27 octobre 1948).
- 4 janvier :
  - Léon Colombier, peintre français († 30 mai 1960).
  - Joseph Vanderborght, homme politique belge († 23 mars 1953).
- 6 janvier : Charles-Lucien Moulin, peintre français († 21 mars 1960).
- 9 janvier : Henri Amédée-Wetter, peintre, graveur et illustrateur français († 28 novembre 1929).
- 10 janvier : Raspoutine, aventurier russe († 17 décembre 1916).
- 11 janvier : André Saglio, peintre, décorateur et costumier français († 16 mai 1929).
- 15 janvier : Stanisław Wyspiański, dramaturge, poète, peintre, architecte et ébéniste polonais († 28 novembre 1907).
- 17 janvier : Ivan Trouch, peintre impressionniste et critique d'art russe puis soviétique († 22 mars 1941).
- 20 janvier : Gian Maria Rastellini, peintre de genre, de portraits et de paysages italien († 30 décembre 1927).
- 22 janvier :
  - Heinrich Anton Müller, peintre et sculpteur suisse († 10 mai 1930).
  - Henri Royer, peintre français († 31 octobre 1938).
- 27 janvier : Will Marion Cook, violoniste et chef d'orchestre de jazz américain († 19 juillet 1944).
- 28 janvier : Jean-Amédée Gibert, peintre, architecte et conservateur français († 1945).
- 30 janvier : Richard Paraire, peintre et photographe français († 22 avril 1935).
- 31 janvier : Henry Carton de Wiart, écrivain et homme politique belge († 6 mai 1951).

- 5 février :
  - Robert de Caix de Saint-Aymour, journaliste, homme politique, écrivain et diplomate français († 12 mars 1970).
  - Marie-Louise Le Manac'h, mécène († 21 novembre 1949).
- 10 février : Vassili Kalafati, compositeur russe († 20 mars 1942).
- 11 février :
  - Louis Cottereau, coureur cycliste français († 21 septembre 1917).
  - Abel Decaux, organiste et compositeur français († 19 mars 1943).
- 12 février : Okada Saburōsuke, peintre japonais († 1939).
- 19 février : Samuel Grün, peintre et médailleur français d'origine estonienne († ?).
- 21 février : Henry Blahay, peintre français de l'École de Nancy († 7 février 1941).
- 22 février : Marthe Bonnard, peintre française († 26 janvier 1942).
- 26 février : Albert Roure, général français († 8 janvier 1969).

- 1er mars : Pietro Canonica, sculpteur et peintre italien († 8 juin 1959).
- 4 mars : Paul Biensfeldt, acteur allemand († 2 avril 1933).
- 5 mars : Michael von Faulhaber, cardinal allemand († 12 juin 1952).
- 7 mars : Paul Chabas, peintre français († 10 mai 1937).
- 8 mars : Pierre Flye Sainte-Marie, officier, explorateur et peintre français († 3 janvier 1956).
- 15 mars : Antonio Fuentes, matador espagnol († 9 mai 1938).
- 17 mars : Jeanne Simon, peintre française († 19 décembre 1949).
- 18 mars : Paul Krôn, peintre français († 17 janvier 1936).
- 19 mars : Józef Mehoffer, peintre polonais († 8 juillet 1946).
- 20 mars : Bertha Züricher, peintre suisse († 7 octobre 1949).
- 22 mars : Paul-Michel Dupuy, peintre français († 2 novembre 1949).
- 23 mars : Leopold Pilichowski, peintre polonais († 28 juillet 1934).
- 24 mars :
  - Alexandre Makovski, peintre et graphiste russe puis soviétique, académicien et professeur à l'Académie russe des beaux-arts († 26 octobre 1924).
  - Olena Kysilevska, journaliste, écrivaine et femme politique ukrainienne († 29 mars 1956).
- 27 mars : James McNeill, homme politique et diplomate irlandais († 12 décembre 1938).
- 31 mars : Paul de Lapparent, peintre, dessinateur, essayiste et historien d'art français († 23 janvier 1946).

- 5 avril : Albert Roussel, compositeur français († 23 août 1937).
- 8 avril : Charles-Joseph-Henri Binet, cardinal français, archevêque de Besançon († 5 juillet 1936).
- 9 avril : Juozas Naujalis, compositeur, organiste et chef de chœur lituanien († 9 septembre 1934).
- 12 avril : Rihard Jakopič, peintre serbe puis yougoslave († 21 novembre 1943).
- 15 avril : 
  - Concha Espina, écrivaine espagnole († 19 mai 1955).
  - Armand Seguin, peintre, graveur et illustrateur français († 30 décembre 1903).
- 23 avril :
  - Charles Fouqueray, peintre, illustrateur, lithographe et affichiste français († 28 mars 1956).
  - Georges Gvazava, juriste, homme politique et écrivain géorgien († 21 janvier 1941).
  - Boris Rosing, scientifique russe puis soviétique († 20 avril 1933).
- 25 avril : William Elmer, acteur américain († 24 février 1945).
- 26 avril : André-Marc Antigna, peintre portraitiste, de genre et miniaturiste français († 20 mai 1941).
- 28 avril : Frances Hodgkins, peintre néo-zélandaise († 13 mai 1947).
- 30 avril : Philip de László, peintre britannique d'origine hongroise († 22 novembre 1937).

- 4 mai : Nick Cogley, acteur, réalisateur et scénariste américain du cinéma muet († 20 mai 1936).
- 5 mai :
  - Liang Shiyi, homme politique chinois († 9 avril 1933).
  - Hans Pfitzner, compositeur et chef d'orchestre allemand († 22 mai 1949).
- 14 mai :
  - Alexandre Auffray, peintre français († 18 juillet 1942).
  - Arsène Herbinier, peintre, dessinateur et lithographe français  († vers 1955).
- 15 mai : Litri (Miguel Báez Quintero), matador espagnol († 14 janvier 1932).
- 20 mai : Lucien Beauduin, sénateur libéral et industriel belge, ingénieur agronome de l'UCL († 31 mai 1946).
- 22 mai :Anders Castus Svarstad, peintre et graveur norvégien († 22 août 1943).
- 25 mai :
  - J. Malcolm Dunn, acteur britannique († 10 octobre 1946).
  - Jean Syndon, peintre français († 7 janvier 1937).
- 29 mai : Victor Brugairolles, peintre français († 1936).
- 30 mai : Giulio Douhet, général et théoricien militaire italien († 15 février 1930).
- 4 juin : Maurice Dubois, peintre français († 30 mai 1944).
- 5 juin : Lewin Fitzhamon, réalisateur, scénariste et acteur britannique († 10 octobre 1961).
- 6 juin : Siegfried Wagner, compositeur et chef d'orchestre allemand († 4 août 1930).
- 7 juin : Lamorna Birch, peintre et aquarelliste britannique († 7 janvier 1955).
- 11 juin :
  - Frank Sheridan, acteur américain († 24 novembre 1943).
  - Arthur-Augustus Zimmerman, coureur cycliste américain († 22 octobre 1936).
- 14 juin : Paul Briaudeau, peintre français († 16 avril 1944).
- 19 juin : Franz Laskoff, caricaturiste, aquarelliste et affichiste français († 1918).
- 23 juin : Elías Tormo, critique littéraire, critique d'art, juriste, historien, archéologue et homme politique espagnol († 21 décembre 1957).
- 24 juin : Georges de Grèce, prince de Grèce et de Danemark († 25 novembre 1957).
- 27 juin : Emma Goldman, intellectuelle et anarchiste américaine d'origine lituanienne († 14 mai 1940).
- 28 juin : Mario Puccini peintre italien († 18 juin 1920).
- 29 juin : Julius Feld, peintre français d'origine roumaine († 28 décembre 1946).
- 30 juin : Alfredo Müller, peintre italo-français († 7 février 1939).

- 2 juillet : Liane de Pougy, danseuse et courtisane de la Belle Époque († 26 décembre 1950).
- 6 juillet : John Arthur Gellatly, homme politique américain († 18 juillet 1963).
- 7 juillet : Fernande Sadler,  peintre et historienne française († 2 décembre 1949).
- 13 juillet : Sergueï Vinogradov, peintre russe puis soviétique († 5 février 1938).
- 14 juillet : Pierre Marcel-Béronneau, peintre et graveur français († 13 janvier 1937).
- 24 juillet : Giovanni Mataloni, peintre, graveur, illustrateur et affichiste italien († 21 septembre 1944).
- 25 juillet : Paul Audra, peintre français († 2 février 1948).
- 27 juillet : Arturo Viligiardi, architecte néogothique et peintre italien († 22 octobre 1936).
- 30 juillet : Amédée Buffet, peintre français († 1933).

- 8 août :
  - Arthur Chaplin, peintre français († 10 mai 1935).
  - Julia Wilmotte Henshaw, botaniste et militante canadienne († novembre 1937).
  - Louis Valtat, peintre et graveur français († 2 janvier 1952).
- 13 août : Tony Garnier, architecte français († 19 janvier 1948).
- 14 août : Armas Järnefelt, compositeur et chef d'orchestre finlandais († 23 juin 1958).
- 17 août : Léon Pierre Félix, peintre français († 1940).
- 18 août :
  - Andreï Chingarev, homme politique russe, ministre du Gouvernement provisoire(† 21 décembre 1957).
  - Clémentine-Hélène Dufau, peintre, affichiste et illustratrice française († 18 mars 1937).
- 26 août : Fernand Piet, peintre français († 24 février 1942).
- 27 août : Laura Martínez de Carvajal, première femme médecin et première ophtalmologiste cubaine († 24 janvier 1941).
- 30 août : Georges Gasté, peintre orientaliste et photographe français († 12 septembre 1910).

- 9 septembre : Konstantínos Mános, poète nationaliste, sportif et homme politique grec († 4 avril 1913).
- 15 septembre : Fritz Overbeck, peintre allemand († 7 janvier 1918).
- 16 septembre : Jean Morax, peintre, décorateur de théâtre et dessinateur suisse († 11 mai 1939).
- 20 septembre : George Robey, comédien et chanteur britannique († 29 novembre 1954).
- 21 septembre : Alfred Swieykowski, peintre français († 18 mai 1953).

- 2 octobre : Mahatma Gandhi à Porbandar (Gujarat, Inde), philosophe et homme politique indien impliqué dans l'indépendance de l'Inde († 30 janvier 1948).
- 8 octobre : Walter Dieckmann, chimiste allemand († 12 janvier 1925).
- 9 octobre :
  - Georges Grellet, peintre, graveur et illustrateur français († 30 mars 1959).
  - Paul Térade, architecte et peintre français († 1er juillet 1954).
- 15 octobre : Louis-Marie Désiré-Lucas, peintre et lithographe français († 29 septembre 1949).
- 21 octobre : Albert-Valentin Thomas, peintre français († 18 juin 1917).
- 22 octobre :
  - Philippe Maliavine, peintre russe puis soviétique († 23 décembre 1940).
  - Maurice Louis Monnot, peintre français († 1937).

- 1er novembre : Léon Broquet, peintre et graveur français († 29 décembre 1935).
- 3 novembre : Ester Almqvist, peintre suédoise († 11 juin 1934).
- 5 novembre : Friedrich von Szápáry, diplomate austro-hongrois puis autrichien († 18 mars 1935).
- 6 décembre :  Albert Larroquette, enseignant, historien et géographe († 25 avril 1939).
- 8 novembre : Joseph Franklin Rutherford, deuxième président des Témoins de Jéhovah († 8 janvier 1942).
- 11 novembre :
  - Victor-Emmanuel III d'Italie, roi d'Italie († 28 décembre 1947).
  - Dorothea Conyers, romancière irlandaise († 25 mai 1949).
- 15 novembre : Leopoldo Melo, avocat, homme politique, enseignant universitaire et diplomate argentin († 6 février 1951).
- 16 novembre : Georges Redon, peintre, dessinateur, caricaturiste, affichiste, graveur et lithographe français († 1943).
- 17 novembre : Paul Baignères, peintre, illustrateur et décorateur français († 1945).
- 18 novembre : Louis Randavel, peintre et dessinateur orientaliste français († 17 mai 1948).
- 19 novembre : Giovanni Guarlotti, peintre italien († 9 mai 1954).
- 20 novembre : Antonino Anile, anatomiste, lettré et homme politique italien († 26 septembre 1943).
- 21 novembre : Kazimierz Stabrowski, peintre polonais († 10 juin 1929).
- 22 novembre :
  - André Gide, écrivain français († 19 février 1951).
  - Casimir Meister, compositeur suisse († 22 décembre 1941).
  - Augusta Gillabert, agricultrice suisse.
- 23 novembre : Albert Singer, peintre allemand († 20 mars 1922).
- 29 novembre : Harald Sohlberg, peintre norvégien († 19 juin 1935).
- 30 novembre : Constantin Somov, peintre russe († 6 mai 1939).

- 1er décembre : Eligiusz Niewiadomski, peintre moderniste et critique d'art polonais († 31 janvier 1923).
- 4 décembre : Henri Leclercq, théologien et historien de l'Église catholique franco-belge († 23 mars 1945).
- 13 décembre : Eugène Martel, peintre français († 27 décembre 1947).
- 15 décembre :
  - Carl Beines, chef d'orchestre, professeur de musique et compositeur allemand († 8 octobre 1950).
  - Henri Libert, compositeur et organiste français († 14 janvier 1937).
- 16 décembre : Alfred Hill, compositeur, chef d'orchestre et enseignant de musique australo-néo-zélandais († 30 octobre 1960).
- 21 décembre : Gabriel Guérin, peintre français († 2 février 1916).
- 25 décembre : Emmanuel Fougerat, peintre, conservateur de musée et historien d'art français († 3 septembre 1958).
- 26 décembre : Mathieu Cordang, coureur cycliste néerlandais († 24 mars 1942).
- 27 décembre : Alexis Douce de la Salle, peintre français († 2 novembre 1940).
- 31 décembre : Henri Matisse, peintre français († 3 novembre 1954).

- Date précise inconnue :
  - Faramarz Asadi, homme politique iranien († 1969).
  - Joséphine Bakhita, esclave devenue religieuse, canonisée par l'Église catholique romaine († 8 février 1947).
  - Henri Blahay, peintre français de l'École de Nancy († 1941).
  - Paul Cappé, compositeur français († 1er juin 1931).
  - Sadek Ben Denden, homme politique algérien († décembre 1914).
  - Nelson Dias, peintre français († 1929).
  - Émile Fernand-Dubois, sculpteur, graveur, et médailleur français († 1952).
  - Ma Qi, général et homme politique chinois († 5 août 1931).
  - Juan Sala, peintre espagnol († 6 juin 1918).
  - Marzan Sharav, moine et peintre mongol († 1939).
  - Jeanne de Tallenay, écrivaine belge († 1920).

## Décès en 1869
- 9 janvier : Paul Huet, peintre et graveur français (° 3 octobre 1803).
- 10 janvier : Joan Aulí, organiste et compositeur espagnol (° 19 décembre 1796).
- 15 janvier : Gustav Adolph Hennig, peintre, portraitiste, graphiste, aquafortiste et lithographe allemand (° 14 juin 1797).
- 17 janvier : Émile Bienaimé, compositeur français (° 6 juillet 1802).
- 25 janvier : Clemens von Zimmermann, peintre allemand (° 8 novembre 1788).
- 26 janvier : Georg Fein, journaliste et homme politique allemand (° 8 juin 1803).

- 7 février : Léonard Victor Charner, amiral de France (° 13 février 1797).
- 13 février : Mehmed Fuad Pacha, homme d’État et littérateur ottoman (° 17 janvier 1814).
- 28 février : Alphonse de Lamartine, poète, historien et homme politique français (° 21 octobre 1790).

- 1er mars : Raymond-Théodore Troplong, juriste et homme politique français, président du Sénat de 1852 à 1869 (° 8 octobre 1795).
- 2 mars : Jean-François Bellon, violoniste et compositeur français (° 30 mai 1795).
- 6 mars : James Emerson Tennent, homme politique et voyageur irlandais (° 7 avril 1804).
- 7 mars : Paul-Dominique Gourlier, peintre paysagiste français (° 13 juin 1813).
- 8 mars :
  - Hector Berlioz, compositeur français(° 11 décembre 1803).
  - Luigi Calamatta, peintre et graveur italien (° 21 juin 1801).
- 19 mars: Guillaume-Adolphe Nerenburger, lieutenant-général de l'armée belge, directeur de l'École royale militaire de Bruxelles, auteur du programme topographique du territoire de la Belgique (° 23 avril 1804).
- 29 mars : François Tabar, peintre français (° 16 janvier 1819).
- 15 avril : August Wilhelm Bach, compositeur et organiste allemand (° 4 octobre 1796).
- 20 avril : Carl Loewe, compositeur, pianiste, organiste, chef d'orchestre, chanteur, professeur et scientifique allemand (° 30 novembre 1796).
- 21 avril : Hermann von Meyer, géologue et paléontologue allemand (° 3 septembre 1801).
- 25 avril : Alfred Rücker, homme politique allemand (° 25 juin 1825).
- 28 avril : Charles Henri Hancké, peintre et lithographe français (° 18 octobre 1808).

- 9 mai : Christoph Wilhelm Wohlien, peintre allemand (° 3 mars 1811).
- 11 mai : Hijikata Toshizo, vice-capitaine du Shinsen Gumi, guerrier japonais (° 5 mai 1835).
- ? mai : Alfred Lair de Beauvais, compositeur français (° 26 janvier 1820).

- 10 juin : Frederick Seymour, administrateur colonial britannique (° 6 septembre 1820).
- 14 juin : Nicolas-Auguste Hesse, peintre et dessinateur français (° 28 août 1795).
- 15 juin : Albert Grisar, compositeur belge (° 26 décembre 1808).
- 17 juin: Sophie Esterházy-Liechtenstein (° 5 septembre 1798).
- 18 juin : Henry Jarvis Raymond, journaliste et homme politique américain (° 24 janvier 1820).

- 3 juillet : Édouard Pingret, peintre et lithographe français (° 30 décembre 1785).
- 12 juillet : François de Montherot, homme politique et dramaturge français (° 9 mars 1784).
- 14 juillet : Isidora Zegers, compositrice espagnole (° 1er janvier 1803).
- 20 juillet : Beniamino De Francesco, peintre paysagiste italien (° 1815).
- 26 juillet : Félix Hullin de Boischevalier, peintre français (° 5 août 1808).
- 28 juillet : Carl Gustav Carus, médecin et peintre allemand (° 3 janvier 1789).

- 13 août : Adolphe Niel, maréchal de France et ministre de la Guerre (° 4 octobre 1802).
- 17 août : Alexandre Rodenbach, industriel et homme politique belge (° 28 septembre 1786).
- 26 août : Henri Leys, peintre et graveur belge (° 18 février 1815).

- 4 septembre : John Pascoe Fawkner, homme d’affaires et homme politique britannique (° 20 octobre 1792).
- 6 septembre : Valentín Alsina, écrivain, juriste et homme politique espagnol puis argentin (° 16 décembre 1802).

- 8 octobre : Franklin Pierce, ancien président des États-Unis (° 23 novembre 1804).
- 13 octobre : Charles-Augustin Sainte-Beuve, écrivain français (° 23 décembre 1804).
- 17 octobre : Arthur Grimaud, peintre français (° 14 septembre 1784).
- 28 octobre : Giuseppe Bisi, peintre italien (° 10 avril 1787).
- 4 novembre : Mary Grimstone, poétesse et romancière britannique (° 12 juin 1796).

- 6 novembre : Eugène Laville, peintre français (° 1814).
- 12 novembre : Johann Friedrich Overbeck, peintre allemand (° 3 juillet 1789).
- 14 novembre : Ferdinand Wachsmuth, peintre et graveur français (° 21 mars 1802).

- 2 décembre : Conrad Adolphe de Dyhrn, aristocrate, personnalité politique, philosophe, poète et propriétaire terrien allemand (° 21 novembre 1803).
- 11 décembre : Louis-Aimé Grosclaude, peintre suisse (° 26 septembre 1784).
- 15 décembre :
  - Federico Faruffini, peintre italien (° 12 août 1833).
  - Louis Lamothe, peintre français (° 23 avril 1822).
- 31 décembre : Louis James Alfred Lefébure-Wély, pianiste, organiste, improvisateur et compositeur français (° 13 novembre 1817).